# مارك مريديث
مارك مريديث هو عضو المجلس المحلي ‏ وسياسي بريطاني، ولد في 21 أغسطس 1965. نشط حزبياً في حزب العمال.